# Монти Пајтон
Монти Пајтон или Пајтоновци су творци и глумци „Летећег циркуса Монтија Пајтона“ (енгл. Monty Python's Flying Circus), чувене британске хумористичке серије. Ова група је поред телевизијске серије снимила и неколико филмова, већи број музичких плоча, а објавили су и неколико књига и рачунарских игрица и одржали већи број позоришних наступа. Њихов ишчашени хумор направио је велики утицај на комедију, а неке од њихових реченица стекле су култни статус:
- „А сад нешто потпуно другачије...“  (енгл. „And now, for something completely different…“)
- „Нико не очекује шпанску инквизицију!“  (енгл. „Nobody expects the Spanish Inquisition!“)

Неки од њих су направили и успешне глумачке каријере.

## Назив
- Монти

Монти је био надимак британског фелдмаршала Монтгомерија из Другог светског рата и одабрано је њему у почаст.
На просторима бивше Југославије популарна је урбана легенда да је Монти Пајтон био британски пилот који је оборио највише савезничких авиона у Другом светском рату.
- Пајтон

Имену Монти било је неопходно чудно презиме које ће истовремено звучати комично и досадно, па је избор пао на Пајтон (Питон).
- Име (Монти Пајтон) је требало да представља врло лошег глумачког агента, тип човека који би их саставио у заједничку позоришну трупу.

- Циркус

Мајкл Милс, који је у то доба био шеф комедије на БиБиСију, је предложио реч циркус јер су то у БиБиСију користили као назив за ову групу момака која је стално тумарала по згради БиБиСија попут циркуса.
- Летећи

Придев Летећи су додали чланови трупе да не би звучали као прави циркус, а истовремено је постигнут ефекат имена ваздухопловне јединице из Првог светског рата.
- ... или нешто потпуно другачије

Постоји прича да је Монти Пајтон реалан лик, у ствари британски пилот који је оборио највише савезничких авиона током Првог светског рата. Нико није потврдио ову причу.

## Чланови Летећег циркуса
- Мајкл Пејлин
- Тери Џоунс
- Ерик Ајдл
- Џон Клиз
- Грејам Чепмен
- Тери Гилијам

## Пајтоновска издања

### Телевизија
- Монти Пајтонов летећи циркус (Monty Python's Flying Circus) (1969—1974)

Серија којом је започео феномен зван Пајтоновци.
- Монти Пајтонов Летећи циркус (Monty Python's Fliegender Zirkus) (1972)

Две посебне епизоде рађене за западнонемачку телевизију. Први је био на немачком, док је други био титлован.

### Филмови
- А сада нешто потпуно другачије (And Now For Something Completely Different) (1971)

Збирка скечева из прве две сезоне телевизијске серије који су поново снимљени за потребе филма.
- Монти Пајтон и Свети грал (Monty Python and the Holy Grail) (1975)

Нискобуџетна пародија на краља Артура и његове витезове округлог стола који у својој потрази за Светим Гралом наилазе на многобројне ликове.
- Житије Брајаново (Life of Brian) (1979)

Пародија хришћанства и митова о Христу, приказана кроз Брајана који је рођен на Божић у штали до оне у којој се родио Исус и целог живота бива замењиван за Месију.
- Монти Пајтон Уживо (Monty Python Live at the Hollywood Bowl) 1982

Снимци разних скечева извођен у холивудском позоришту.
- Смисао живота Монтија Пајтона (Monty Python's The Meaning of Life) (1983)

Скечеви који из пајтоновског угла приказују живот човека од настанка и рођења па до смрти и после ње.